# Cancellocheles
Cancellocheles is een geslacht van kreeftachtigen uit de klasse van de Malacostraca (hogere kreeftachtigen).

## Soort
- Cancellocheles sculptipes (Miyake, 1978)